# جويل فضول
جويل فضول (1978 -) إعلامية لبنانية

## حياتها الخاصة
تزوجت عام 2005 من اللبناني زياد الأصفر ورزقت منه بولد.  

## مشوارها المهني

### انطلاقتها مع المؤسسة اللبنانية للإرسال
شاركت في برنامج ستوديو الفن عن فئة التقديم عندما كانت في السادسة عشرة من عمرها أختارها المخرج سيمون أسمر لتقديم برنامج نهر الفنون على شاشة ال بي سي كما أتاح لها فرصة السفر لتقديم الحفلات والمهرجانات. دخلت بعدها الجامعة لدراسة الإعلام قسم إذاعة وتلفزيون  
برنامج نهاركم سعيد. برنامج (Talk show) أول برنامج حواري قدمته بعدها قدمت برنامج الألعاب طني ورني مع زميلها شربل راجي  ثم برنامج الأطفال إضحك وإربح إضافة لسهرات نهر الفنون وحفلات رأس السنة والأعياد على شاشة ال بي سي
بدأت عام 2002 بتقديم البرنامج اليومي المنوع تي تايم مع العديد من الزميلات حتى العام 2005. توقف بعدها البرنامج بسبب الأحداث السياسية والظروف الأمنية في لبنان غابت عنها لفترة قصيرة.
في عام 2017 شاركت في إعداد نصوص برنامج المسابقات «حسابك عنا» والذي قدمه وسام حنا

### انتقالها إلى تلفزيون المستقبل
في عام 2007 انتقلت لتقديم برنامج أخبار الصباح على شاشة تلفزيون المستقبل 
مع زميلتين آخرتين ومازالت تقدمه إلى الآن منذ أكثر من سبع سنوات 